# 炎上base
『炎上base』（えんじょうベース）は、2009年4月10日から2010年3月19日まで関西テレビで放送されていたバラエティ番組である。放送時間は毎週金曜 25:05 - 25:59。

## 内容
2009年3月まで同局で放送されていた『鉄筋base』のリニューアル版で、放送日時が火曜深夜から金曜深夜に変更されるとともに、放送枠が30分から1時間に拡大された。出演者は『鉄筋base』から引き続き、baseよしもとに出演する大阪吉本所属の若手芸人20組（7月半ばまでは15組）であり、選ばれたメンバーがネタや企画を行っていた。
ただし、『鉄筋base』がネタ主体の番組として始まったのに対し、本番組はメンバーの中からあるテーマの1番「baseキング」を決めるバトル企画がメインコーナーとなっている。その際のMCはジャルジャルである。なお、見事優勝するとゲームセンターのメダル1枚が渡された（現在メダル制度は廃止）。
2009年7月24日には『大炎上base 夏祭りやから、お願い、ナマでやらせて!スペシャル!!』と題した初の生放送2時間SPを実施。同年12月31日（30日深夜）には『大炎上base なんぼなんでも気が早い! ナマやから早すぎた大晦日SP!!』と題した生放送3時間35分SPを実施した。
番組は2010年3月19日放送分をもって終了し、同年4月16日からは替わってジャルジャル初の本格的な冠番組である『ゼッタイジャルっ!』が放送された。

## 炎上baseメンバー
- キンデルダイク - 初回のみ?
- 河井ゆずる - 2009年7月から2009年10月まで出演。
- 極悪連合 - 2009年7月から2009年10月まで出演。
- さかなDVD - 2009年7月から2009年10月まで出演。
- span! - 2009年7月から2010年1月まで出演。
- ソーセージ - 初回から2010年2月まで出演。
- ビーフケーキ - 初回から2010年2月まで出演。
- 学天即（四条和也、奥田修二）
- かまいたち（山内健司、濱家隆一）
- かりんとう（川畑雅秀、宮本昌彦）
- 銀シャリ（鰻和弘、橋本直）
- クロスバー直撃（前野悠介、渡邊孝平）
- GAG少年楽団（宮戸洋行、坂本純一、福井俊太郎）
- ジャルジャル（後藤淳平、福徳秀介）
- スーパーマラドーナ（武智正剛、田中一彦）
- スマイル（瀬戸洋祐、ウーイェイよしたか）
- 天竺鼠（川原克己、瀬下豊）
- 藤崎マーケット（田崎佑一、藤原時）
- モンスターエンジン（西森洋一、大林健二）
- 和牛（水田信二、川西賢志郎）

2009年7月24日放送分から出演
- ウーマンラッシュアワー（村本大輔、中川パラダイス）

2009年11月6日放送分から出演
- ガスマスクガール（畠山達也、山元康輔）
- シャングリラ（山本晶子、河中美二、宮田庸平）
- 見取り図（盛山晋太郎、リリー）

2010年1月22日放送分から出演
- 祇園（木崎太郎、櫻井健一朗）
- タナからイケダ（田邊孟徳、池田周平）
- プリマ旦那（河野良祐、野村尚平）

## ゲスト
2009年4月24日放送分
- 田村裕（麒麟）
- 宇都宮まき

2009年5月8日放送分
- 井筒和幸

2009年5月22日放送分
- たむらけんじ

2009年6月5日放送分
- バッファロー吾郎（木村明浩、竹若元博）

2009年7月10日・7月17日放送分
- FUJIWARA（藤本敏史、原西孝幸）

2009年8月7日、11月6日、2010年1月22日、3月19日放送分
- 中山功太 - ジャルジャルに代わってMCを担当。

2009年9月11日放送分
- もう中学生 - 正式なゲストではないが、スマイルよしたかドッキリに出演。

2009年9月18日放送分
- サバンナ（高橋茂雄、八木真澄） - 高橋はこの回のMCを担当。

2009年10月2日、11月13日放送分
- シルク

2009年12月18日放送分
- すっちー

2010年1月8日放送分
- メッセンジャーあいはら

2010年1月15日放送分
- 武内英樹

2010年2月5日放送分
- 島木譲二

2010年2月26日放送分
- 小籔千豊

## 恒例企画

### 炎上○○グランプリ
放送開始当初に毎週放送されていた企画である。毎回炎上baseメンバーの中からあるテーマの一番を決める内容だったが、最近では一番を決めない内容になっていることがある。 

### 炎上プッシュ！プッシュ！スペシャル
毎回炎上baseメンバー数組を取り上げ、そのメンバーに似合う企画を行い、そのメンバーを「プッシュ！」する（推す）企画。ナビゲーターは中川パラダイス（ウーマンラッシュアワー）が務めていた。

### 炎上ネタスペシャル
初回は15組、2回目・4回目は20組、3回目は19組の芸人によるネタバトル。観客と炎上base制作委員会による投票の結果により決定した上位10組のネタを放送。

### 炎上コント
番組のミニコーナー。2010年2月19日にスペシャル版が放送された。
キャラクター一覧
- みなみくん（後藤）
- 大田川さん（後藤）
- 大西くん（福徳）
- チョコバット瀬下（瀬下）とその弟子（福徳）
- ハジメくん（後藤）とノボルくん（福徳）
- ヴァイス（後藤・福井）
- イヤミな中学生（西森）
- 足の細いおっさん（西森）と腕の太いおばさん（大林）
- 肩書きだらけの来賓（濱家）と肩書きのない来賓（山内）
- 肩書きだらけのレスラー（濱家）と肩書きが全くないレスラー（山内）
- 生き返るオッサン（西森）
- たぬき（山内）

## スタッフ
- ナレーション：マツモトアキノリ
- 構成：武輪真人、上地茂晴、森、和田義浩、藤井直樹
- TD：松林正和（KTV）〔週替わり担当〕
- CAM：鈴木智雄（KTV）〔週替わり担当〕
- MIX・MA：小野浩一（KTV）〔週替わり担当〕
- LD：大石竜也（KTV）
- 編集：岩佐周悟・川合尉嗣（KTV）
- 効果：森原健晃、田淵健太
- 美術プロデューサー：岡崎忠司（KTV）
- 美術制作：池田和彦（KTV）
- セットデザイン：井内克信
- 美術進行：永田道徳
- 大道具：建部英毅
- ロゴデザイン：小笠原佳子
- CG：井口和俊
- タイトル：川角諭志、大和安芸子
- 広報：原澄子（KTV）
- AP：村野裕亮（よしもとクリエイティブ・エージェンシー）
- ディレクター：高原礼子（KTV）、加藤伸一（BACK-UP）、四宮孝史（FUNS）、鈴木康司（アッシュ）
- プロデューサー：田中淳（KTV）、金子剛・薮内美賀（よしもとクリエイティブ・エージェンシー）
- 協力：バックアップメディア、ファンズプロダクション、アッシュ ／ ウエストワン、大阪共立、テレコープ、スタジオ・ビーアンドエム
- 制作協力：吉本興業
- 制作著作：関西テレビ